# Atenció a la dependència a Andalusia
L'atenció a la dependència a Andalusia va tindre un desenvolupament normatiu tal com les altres comunitats autònomes.

## Abans de la llei de dependència
Abans de la llei de dependència espanyola, les lleis d'assistència social es dirigien a un col·lectiu concret dins del grup de dependents: la Llei 1/1999, de 31 de març, i la Llei 6/1999, de 7 de juliol.

## Després de la llei de dependència
El Decret 168/2007, de 12 de juny, va ser la norma autonòmica andalusa que regula el procediment per al reconeixement de la situació de dependència. Aquest decret estableix que la sanció a l'infractor de la llei de dependència consisteix en la pèrdua de les prestacions i subvencions dels beneficiaris.
L'Ordre de 3 d'agost de 2007 establí que les empreses proveïdores de serveis infractores són sancionades amb una multa, amb una pèrdua de subvencions, cessament temporal de l'activitat o tancament de l'establiment.
El 2016 hi havia 102.197 andalusos amb dependència funcional reconeguda que estaven en les llistes d'espera, quasi un terç dels espanyols dependents en llista d'espera.